# Tegra novaehollandiae
Tegra novaehollandiae är en insektsart som först beskrevs av Wilhem de Haan 1842.  Tegra novaehollandiae ingår i släktet Tegra och familjen vårtbitare.

## Underarter
Arten delas in i följande underarter:
- T. n. immunis
- T. n. viridinotata
- T. n. novaehollandiae